# Thorleif Haug
Pour les articles homonymes, voir Haug.

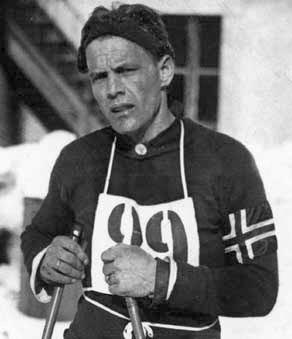
Thorleif Haug à Chamonix en 1924 (JO).

Thorleif Haug, né le 28 septembre 1894 à Lier et mort le 12 décembre 1934 à Drammen, est un sauteur à ski, fondeur et coureur du combiné nordique norvégien, qui remporte trois médailles d'or aux Jeux olympiques d'hiver de 1924 de Chamonix.

## Biographie

### Repères biographiques
Thorleif Haug est né le 28 septembre 1894 à Lier, dans le comté de Buskerud, à une trentaine de kilomètres au sud-est d'Oslo. Son père exerçait les métiers d'agriculteur et de charron. Thorleif  se marie en décembre 1924 à Edith Karoline Magnussen. Atteint d'une pneumonie, il meurt le 12 décembre 1934, à l'âge de 40 ans.

### Carrière
En 1914, alors qu'il est âgé d'à peine 20 ans, Thorleif Haug se révèle en prenant la 4e place du festival de ski d'Holmenkollen. Il est membre successivement des clubs de Lier Skiløberforening, Drammen Ski Club puis Drafn jusqu'à la fin de sa carrière. En 1918, il remporte la première de ses six victoires dans le 50 km d'Holmenkollen.
Aux Jeux olympiques de 1924, disputés en France à Chamonix-Mont-Blanc, Thorleif Haug est l'un des sportifs les plus en vue. Il s'impose tout d'abord le 30 janvier dans l'épreuve de 50 kilomètres en ski de fond, avant d'en faire de même trois jours plus tard dans le 18 kilomètres. Le 4 février, il s'octroie une troisième médaille d'or en gagnant le combiné nordique. Il prend également la 3e place de l'épreuve de saut à ski, mais cette médaille de bronze lui est retirée 50 ans plus tard : le fondeur Thoralf Strømstad, qui a lui aussi participé aux Jeux de Chamonix, prouve en compagnie de l'historien du ski norvégien Jakob Vaage que les points de l'épreuve de saut à ski avaient été mal calculés et qu'une erreur de notation a bien été commise en faveur de Thorleif Haug qui est alors reclassé 4e, tandis que la médaille de bronze est attribuée a posteriori à l'Américain Anders Haugen.

## Palmarès

### Jeux olympiques
| Épreuve / Édition | Chamonix 1924 |
| Ski de fond 18 km | Or            |
| Ski de fond 50 km | Or            |
| Combiné nordique  | Or            |
| Saut à ski        | 4e            |

Les Jeux olympiques comptent également comme championnats du monde sauf pour le combiné nordique.

### Championnats du monde
| Épreuve / Édition | Lahti 1926 |
| Combiné nordique  | Argent     |

### Jeux nordiques
- En 1922, il termine 2e dans le 60 km derrière Per-Erik Hedlund.

### Championnats de Norvège
- Championnat de Norvège de combiné nordique :
  - Il a remporté le titre en 1922. Il a terminé deuxième en 1918 et finit 3e en 1915, en 1917, en 1919 et en 1926.
- Championnat de Norvège de ski de fond (no) :
  - Il a remporté deux titres en 1920 et 1921 sur le 30 km.

### Festival de ski d'Holmenkollen
- Il a gagné cette compétition en combiné nordique (no) en 1919, 1920 et 1921. Il termine second en 1923. Il termine troisième en 1916, 1924 et 1926.
- Dans le 50km (no), il est le seul athlète à avoir remporté la compétition à six reprises (1918, 1919, 1920, 1921, 1923 et 1924).